# Grup de la dolomita
El grup de la dolomita és un grup de minerals de la classe dels carbonats format per sis espècies: ankerita, dolomita, kutnohorita, minrecordita, norsethita i škachaïta. Totes elles cristal·litzen en el sistema trigonal. Els membres d'aquest grup tenen una estructura cristal·lina semblant a la de la calcita. Existeix un membre sintètic de bari i ferro preparat en condicions d'alta pressió i temperatura (PT; 3 GPa i 700 °C).
| Espècie      | Fórmula            |
| ------------ | ------------------ |
| Ankerita     | Ca(Fe²⁺,Mg)(CO₃)₂  |
| Dolomita     | CaMg(CO₃)₂         |
| Kutnohorita  | Ca(Mn,Mg,Fe)(CO₃)₂ |
| Minrecordita | CaZn(CO₃)₂         |
| Norsethita   | BaMg(CO₃)₂         |
| Škachaïta    | CaCo(CO₃)₂         |

Segons la classificació de Nickel-Strunz els membres d'aquest grup pertanyen a «05.AB: Carbonats sense anions addicionals, sense H₂O, alcalinoterris (i altres M²⁺)» juntament amb els següents minerals: calcita, gaspeïta, magnesita, otavita, rodocrosita, siderita, smithsonita, esferocobaltita, aragonita, cerussita, estroncianita, witherita, vaterita, huntita, alstonita, olekminskita, paralstonita, baritocalcita, carbocernaïta, benstonita i juangodoyita.
Als territoris de parla catalana han estat descrites les dues espècies principals del grup: l'ankerita en diversos indrets tant de la Catalunya del Nord com de la Catalunya del Sud, i la dolomita també al País Valencià i a les Balears.